# Обыкновенный илистый прыгун
Обыкновенный илистый прыгун (лат. Periophthalmus barbarus) — вид рыб из рода илистых прыгунов. Впервые описан Карлом Линнеем в 1766 году. По охранному статусу относится к видам под наименьшей угрозой. Обитатель супралиторали. Живёт как в пресной, так и в солёной воде, распространён в тропиках западной Африки, от Сенегала до Анголы. Предпочитает мангровые заросли. Питается червями, сверчками, мухами, жуками, мальками других рыб, мелкими членистоногими. Возможно содержание илистого прыгуна в аквариуме, тогда в его рацион также могут входить замороженные мотыль и артемии; противопоказана обезвоженная еда, так как от неё у прыгуна распухает живот. В неволе содержать прыгунов можно только поодиночке, так как они крайне агрессивны к собратьям по аквариуму. В аквариуме прыгуны не размножаются.
Обыкновенный илистый прыгун имеет в длину 14,5—16,5 сантиметров. Тело — удлинённое, с двумя чётко разделёнными спинными плавниками и мускулистыми грудными плавниками, с помощью которых он может, подпрыгивая, передвигаться по суше, при этом высота прыжка может достигать 60 сантиметров. Глаза — высокопосаженные, расположены близко друг к другу; моргать илистый прыгун, как и все рыбы, не может из-за отсутствия век, но иногда он втягивает глаз в глазницу с такой скоростью, что создаётся впечатление моргания. Рот — крупный, над верхней губой нависает кожная складка. Употребляется в пищу местными жителями.